# 阿拉河
阿拉河（白俄羅斯語：Ала）是白俄羅斯的河流，由莫吉廖夫州和戈梅利州負責管轄，屬於別列津納河的左支流，河道全長100公里，流域面積1,230平方公里，流經中別列津平原和第聶伯低地。